# Anton Plesnoj
Anton Plesnoj (ukr. Антон Плєсной, gruz. ანტონ პლესნოი; ur. 17 września 1996 w Dniepropetrowsku na Ukrainie) – ukraiński sztangista reprezentujący Gruzję, brązowy medalista igrzysk olimpijskich i mistrzostw świata.
Na igrzyskach olimpijskich w Tokio w 2020 roku wywalczył brązowy medal w wadze półciężkiej. W zawodach tych wyprzedzili go jedynie reprezentant Kataru Fares Ibrahim i Keydomar Vallenilla z Wenezueli. Na rozgrywanych rok wcześniej mistrzostwach świata w Pattayi zdobył brązowy medal w tej samej kategorii wagowej. W tym samym roku zdobył brązowy medal podczas mistrzostw Europy w Batumi. W 2021 roku zdobył złoty medal na mistrzostwach Europy w Moskwie.